# Misumenops balteus
Misumenops balteus är en spindelart som beskrevs av Theodore W. Suman 1970. Misumenops balteus ingår i släktet Misumenops och familjen krabbspindlar. Inga underarter finns listade i Catalogue of Life.